# خوان إغناسيو باساغورين غارسيا
خوان إغناسيو باساغورين غارسيا (بالإسبانية: Juan Ignacio Basaguren García) (ولد في 21 يوليو 1944) هو لاعب كرة قدم مكسيكي سابق، كان يشغل مركز لاعب وسط.

## المسيرة المهنية
لعب باساغورين لصالح نادي أتلانتي خلال موسم الدوري المكسيكي الممتاز 1970–1971.
مثّل باساغورين منتخب المكسيك لكرة القدم في الألعاب الأولمبية الصيفية 1968، وكأس العالم لكرة القدم 1970. وفي عام 1970، أصبح أول لاعب بديل في تاريخ كأس العالم يسجل هدفًا، وذلك في مباراة ضد منتخب السلفادور لكرة القدم.

## الأهداف الدولية
قائمة الأهداف والنتائج بإظهار أهداف المكسيك اولاً. 
| رقم | التاريخ        | الملعب                             | الخصم     | النتيجة | النتيجة النهائية | المنافسة        |
| --- | -------------- | ---------------------------------- | --------- | ------- | ---------------- | --------------- |
| 1   | 18 فبراير 1970 | ملعب ليون، ليون، المكسيك           | بلغاريا   | 2–0     | 2–0              | ودية            |
| 2   | 5 مارس 1970    | ملعب بيرو الوطني، ليما، بيرو       | بيرو      | 1–0     | 1–0              | ودية            |
| 3   | 7 يونيو 1970   | ملعب أزتيكا، مدينة مكسيكو، المكسيك | السلفادور | 4–0     | 4–0              | كأس العالم 1970 |